# Aethopyga vigorsii
Aethopyga vigorsii là một loài chim trong họ Nectariniidae.